# Districte de Soroca
El districte de Soroca (en romanès Raionul Soroca) és una de les divisions administratives de la República de Moldàvia. La capital és Soroca. L'u de gener de 2005, la població era de 94.800 habitants.